# Valeria tricristata
Valeria tricristata là một loài bướm đêm trong họ Noctuidae.